# Upplands runinskrifter 184
Runinskrift U 184 är en runsten som står utanför Össeby kyrkoruin i Össeby-Garns socken, Vallentuna kommun. Runstenen hittades 1891 i ett potatisland vid östra sidan av kyrkogårdsmuren. Den restes då mot muren för att 1940 flyttas in på kyrkogården.

## Stenen
Stenen är av granit och 163 cm hög, 95 cm bred och 20–30 cm tjock. Den är vänd mot norr och har en vertikalslinga med runhöjden sju cm. Större delen av dess ornamentik har vittrat bort. Av kvarvarande text att döma så kan det vara frågan om en upprest gravhäll eller en gravsten som är placerad här på gamla kyrkogården. Personen som vilat under stenen uppges vara huskarl. Ordet kan avse ett personnamn eller en titel. Huskarl syftar i det senare fallet på en fri odalbonde i kungens tjänst. På just denna ristning är Huskarl troligen ett personnamn.

## Inskriften
Translitterering av runraden:
iaʀ ' likr ' huskarl
Normalisering till runsvenska:
Hiar liggʀ Huskarl.
Översättning till nusvenska:
Här ligger Huskarl.
Ett mansnamn Huskarl förekommer på U 240 och U 241  (avser  samme  man), U 281, U 1139.